# SN 2003db
SN 2003db – supernowa typu II odkryta 7 kwietnia 2003 roku w galaktyce M+05-23-21. W momencie odkrycia miała maksymalną jasność 17,50m.